# Latok IV
Der Latok IV ist ein 6456 m hoher Berg im Panmah Muztagh im Karakorum. 

## Lage
Er ist ein Gipfel der Latok-Gruppe. Er befindet sich 3,61 km südöstlich des Latok III. Ein 5680 m hoher Sattel trennt die beiden Berge.

## Besteigungsgeschichte
Ein 1976 durchgeführter Besteigungsversuch einer japanischen Gruppe wurde nach dem Tod eines Mitglieds abgebrochen.
Die Erstbesteigung erfolgte schließlich im Jahr 1980 durch die fünfköpfige japanische Sangaku-Doshikai-Expedition.
Motomo Ohmiya und Koji Okano erreichten am 18. Juli den Gipfel. Beim Abstieg verunglückten beide Bergsteiger in einer Gletscherspalte, konnten jedoch gerettet werden.